# トモ藤田
トモ 藤田（トモ ふじた、1965年9月11日 - ）は、京都府出身のギタリスト、著述家、教育者（バークリー音楽大学教授）。本名は、藤田智久。

## 来歴
東山高等学校1984年3月卒業後、1984年4月京都産業大学外国語学部ロシア語学科に入学する。大学にはほとんど通わずに祇園のPIU(ピィウ)でアルバイトをして渡米費用を稼ぐ。同大学中退後、1986年に渡米、1987年にバークリー音楽大学へ奨学金を得て入学。以後、ボストンを中心に様々なセッション、レコーディング、ライブ活動などで経験を積む。
1991年に"ボストン・ギタリスト・コンペティション"において日本人初優勝。
1993年にバークリー音楽大学ギター科の講師に就任。1998年より、同科助教授(Assistant Professor)。2011年より、同科准教授(Associate Professor)、2024年より同科教授(Professor)。。
教え子にジョン・メイヤー、
エリック・クライズノー（ソウライヴ、レタス）、アダム・スミルノフ（レタス）がいる。

## ディスコグラフィ

### CD
- 『Put on Your Funk Face』 (1996)
- 『Right Place, Right Time』(2007)
- 『Pure』(2010)

### DVD
- 『京都 ENERGY』(2008)

## 教則DVD
- ギタリストのための演奏能力開発エクササイズ（発売日：2002.4.18、リットーミュージック）
- ギタリストのための演奏能力開発エクササイズ2（発売日：2002.4.18、リットーミュージック）
- ギタリストのための演奏能力開発エクササイズ3（発売日：2003.6.20、リットーミュージック）
- ギタリストのための表現能力開発エチュード（発売日：2005.5.20、リットーミュージック）
- ドカンと上達！ギター・ソロの「作り方」と「弾き方」（発売日：2007.09.20、リットーミュージック）
- ドカンと上達！ギター・バッキングの「作り方」と「弾き方」（発売日：2008.12.20、リットーミュージック）
- トモ藤田 Guitar World USA & JAPAN～トライアドの先へ Lecture & Documentary～(発売日：2018.5.26、アルファノート）

## 教則本
- 『演奏能力開発エクササイズ エレクトリック・ギター』（発売日：2001.10.22、リットーミュージック）
- 『耳と感性でギターが弾ける本』（発売日：2010.02.08、リットーミュージック）
- 『トモ藤田 Guitar World ～トライアドの先へGuitar talks ～』(発売日：2018.5.26、アルファノート）

## 機材

### ギター
- Fender：Stevie Ray Vaughan Stratocaster（1992年製）
- Fender Duo Sonic (1963年製)
- Fender Musicmaster (1957年製)
- D'Pergo：Aged Vintage Classic Strat
- Gibson：ES- 335（1967年製）
- Triple Cross（野平工房）：model.ST
- Kanji Guitars : ST type

### アンプ
- Fender：Black Face Pro Reverb（1966年製）
- Fender：Blues Jr.
- Fender：Black Face Vibrolux Reverb（1964年製）
- Two Rock : Tomo Fujita signature